# Ozerîșce, Kaniv
Ozerîșce (în ucraineană Озерище) este o comună în raionul Kaniv, regiunea Cerkasî, Ucraina, formată numai din satul de reședință.

## Demografie
Componența lingvistică a comunei Ozerîșce
     Ucraineană (90,45%)
     Rusă (9,55%)
Conform recensământului din 2001, majoritatea populației comunei Ozerîșce era vorbitoare de ucraineană (90,45%), existând în minoritate și vorbitori de rusă (9,55%).